# Canned Heat (альбом)
Canned Heat — дебютний студійний альбом американського блюз-рокового гурту Canned Heat, випущений у липні 1967 року лейблом Liberty. У 1967 році альбом посів 76-е місце в чарті The Billboard 200 журналу «Billboard».

## Опис
17 червня 1967 року Canned Heat виступили на фестивалі в Монтереї, отримавши схвальні відгуки критиків. «Технічно Вестайн і Вілсон, можливо — найкраща пара гітаристів в світі, причому останній ще й унікальний майстер гри на гармоніці», — писав 10 серпня журнал «Downbeat», що вийшов з фотографією групи на обкладинці.
Виконана на фестивалі «Rollin' and Tumblin'» Мадді Вотерса стала першим синглом гурту, за яким вийшов і дебютний альбом Canned Heat, випущений в липні 1967 року, який посів 76-е місце в чарті The Billboard 200 журналу «Billboard». Критики відзначили блюзові стандарти: «Evil Is Going On» Віллі Діксона, «Rollin' and Tumblin'», а також пісню «Help Me» Сонні Боя Вільямсона, партію вокалу в якій виконав Вілсон.

## Список композицій
1. «Rollin' and Tumblin'» (Мак-Кінлі Морганфілд) — 3:11
2. «Bullfrog Blues» (Боб Гайт, Алан Вілсон, Ларрі Тейлор, Генрі Вестайн, Френк Кук) — 2:20
3. «Evil is Going On» (Віллі Діксон) — 2:24
4. «Goin' Down Slow» (Джиммі Оден)— 3:49
5. «Catfish Blues» (адапт. Боб Гайт, Алан Вілсон, Ларрі Тейлор, Генрі Вестайн, Френк Кук) — 6:48
6. «Dust My Broom» (Елмор Джеймс) — 3:14
7. «Help Me» (Сонні Бой Вільямсон II, Ральф Басс) — 3:13
8. «Big Road Blues» (Боб Гайт, Алан Вілсон, Ларрі Тейлор, Генрі Вестайн, Френк Кук)— 3:09
9. «The Story of My Life» (Едді Джонс) — 3:43
10. «The Road Song» (Боб Гайт, Алан Вілсон, Ларрі Тейлор, Генрі Вестайн, Френк Кук) — 3:16
11. «Rich Woman» (Боб Гайт, Алан Вілсон, Ларрі Тейлор, Генрі Вестайн, Френк Кук) — 3:04

## Учасники запису
- Боб Гайт — вокал (1—6, 8—11))
- Алан Вілсон — слайд-гітара, ритм-гітара, губна гармоніка, вокал (7)
- Генрі Вестайн — соло-гітара
- Ларрі Тейлор — бас
- Френк Кук — ударні

Технічний персонал
- Кел Картер — продюсер
- Діно Лаппас, Ленкі Лінстрот — інженер звукозапису
- Вуді Вудворд — художній директор
- Піт Велдінг — текст до обкладинки
- Гарі Грінберг — фотографії обкладинки

## Хіт-паради
| Рік  | Чарт              | Позиція |
| ---- | ----------------- | ------- |
| 1967 | The Billboard 200 | 76      |